# Walter Villadei
Walter Villadei (* 29. dubna 1974) je italský letecký inženýr a astronaut, 609. člověk ve vesmíru. Při své první kosmické misi Axiom Mission 3, na kterou byl vyslán italským vojenským letectvem, strávil počátkem roku 2024 necelých 22 dní ve vesmíru, z toho 18 dní na ISS.

## Mládí a vzdělání
Narodil se v Římě. Od dětství se zajímal o vesmír, vědu a letadla, proto v roce 1993 nastoupil k řádnému studiu na Akademii italského letectva v Pozzuoli u Neapole.
V roce 1998 získal magisterský titul v oboru leteckého a kosmického inženýrství na Neapolské univerzitě Fridricha II., v letech 2003 a 2004 absolvoval magisterské studium satelitů a orbitálních platforem na římské Univerzitě La Sapienza a v roce 2006 získal další titul v oboru astronautického inženýrství na Škole leteckého a kosmického inženýrství v Římě (2006).

## Vojenská kariéra
Po dokončení akademie byl přidělen k 46. letecké dopravní brigádě v Pise, kde až do října 2003 pracoval na údržbě letadel včetně několika operačních nasazení v zahraničí s letouny Aeritalie G.222 (mise OSN v Etiopii a Eritreji, 2000–2001) a C130-J (Operace Trvalá svoboda v Afghánistánu, 2002–2003, a Operace Antica Babilonia v Iráku, 2003).
Poté byl přidělen ke Generálním štábu vzdušných sil v Římě, Úřadu pro pokročilé technologie a programy bezpilotních letounů. Do května 2005 absolvoval doplňující výcvik a stáže v Evropské kosmické agentuře a národním průmyslu.
V dalších letech v generálním štábu zastával různé pozice jak v Kanceláři vesmírné politiky vzdušných sil, tak v Generálním úřadu pro vesmír. Tam byl až do poloviny března 2022 vedoucím Kanceláře „Kosmická politika a operace“. Současně italské letectvo zastupoval v národních i mezinárodních institucích – byl mimo jiné národním delegátem při Evropské komisi pro kosmický dozor a sledování (2014–2021), členem Vědeckotechnického výboru Italské kosmické agentury (2014–2018), národním zástupcem v Úřadu pro vědu a techniku NATO (od 2018). A 14. března 2022 převzal roli vedoucího představitele italských vzdušných sil pro komerční vesmírné lety v Houstonu v americkém Texasu.

## Astronaut
V letech 2008 a 2009 byl vyslán na seznamovací fázi ve Středisku přípravy kosmonautů v Hvězdném městečku, kde poté v letech 2011–2012 jako první Evropan po rozpadu bývalého SSSR absolvoval celý kurz pro získání kvalifikace „palubního inženýra”, včetně v používání palubních systémů ruského segmentu Mezinárodní vesmírné stanice a skafandru Orlan pro aktivity mimo stanici. Doplňující tréninky absolvoval v letech 2014–2015 a 2018–2019).
Letectvo a Národní rada pro výzkum, které jsou v Itálii od roku 2019 partnery při definování a realizaci vesmírné strategie, ho v roce 2021 vybraly pro plánovaný suborbitální let a orbitální let a později ho díky dohodě se společností Axiom Space v roce 2022 vyslaly k výcviku pro pozici pilota v záložní posádce letu Axiom Mission 2 a v hlavní posádce Axiom Mission 3.

### Suborbitální let
Do vesmíru nakrátko nahlédl v červnu 2023 v rámci suborbitální mise raketového letounu VSS Unity označované jako Unity-23, později přejmenované na Galactic 01.

### Kosmický let
Na přelomu ledna a února 2024 jako komerční astronaut absolvoval ve funkci pilota řádný kosmický let Axiom Mission 3 k Mezinárodní vesmírné stanici. Ve vesmíru strávil 21 dní, 15 hodin a 40 minut.

## Soukromý život
Je ženatý a má tři dcery.
Je držitelem licence pro pilotování sportovních letadel, potápěčských licencí pro různé specializace. Rád sportuje a je instruktorem bojových umění.